# Kate Miller-Heidke
Pour les articles homonymes, voir Miller.
Kate Miller-Heidke, née le 16 novembre 1981, est une autrice-compositrice-interprète australienne de Brisbane, vivant à Melbourne. Sa musique, marquée par une influence classique, se rattache au genre pop. Elle est produite par les labels Sony Australia, Epic aux États-Unis et RCA au Royaume-Uni. Elle est désignée comme représentante de l'Australie au Concours Eurovision de la chanson 2019 avec sa chanson Zero Gravity.

## Discographie
- Little Eve (2007)
- Curiouser (2008)
- Fatty Gets a Stylist (2011)
- Nightflight (2012)
- O Vertigo! (2014)
- Zero Gravity (2019)
- Child in Reverse (2022)